# 알바로 데 루나
알바로 데 루나 (Alvaro de Luna, 1388년 ~ 1390년 ~ 1453년 6월 2일)은 카스티야 왕국의 정치인으로 초대 트루히요 공작, 초대 성 에스테반 데 고르마즈 백작, 총사령관(Constable of Castile), 산티아고 기사단의 단장(Grand Master)이었다. 20살쯤에 일개 사환으로 입궁한후 점차 자신의 힘을 키워나가며 카스티야의 국왕 후한 2세(1405~1454)의 측근이 되었다. 인판테(infante) 엔리케등 국왕의 사촌형들을 중심으로한 대귀족들의 권력횡포에 시달리는 후안 2세를 도왔으며 종래에는 국왕의 총신(寵臣)이 되어 30 여년간 실로 막강한 권력을 휘둘렀다.
한차례 실각한 적이 있으나 복귀후 더 큰 권력을 움켜쥐었고 대귀족이자 최대 정적인 엔리케와 권력투쟁을 벌려 결국 그를 제거하는데 성공하였다. 정치적으로 무능했던 국왕 후안 2세의 마음을 사로잡은후 국정을 완전히 장악하였고 타의주종을 불허할 정도의 권세를 누렸으나 국왕의 두번째 왕비 이사벨(1428~1496)과의 권력투쟁에서 패하여 참수(斬首) 당한 끝에 생을 마감하였다.

## 어린시절
1388년에서 1390년 사이에 카네테(현 카네카)에서 태어났다. 아버지는 카스티야 귀족 돈 알바로 마르티네스 데 루나이고 어머니는 그의 정부 마리아 페르난데스 데 자라나(Maria Fernandez de Jarana)이다. 이들 사이에서 사생아로 태어났다. 7살에 아버지가 죽은후 어머니는 재혼하였다. 삼촌들의 보살핌속에 성장하였는데 그의 삼촌중 한 사람은 훗날 대립교황 베네딕토 13세가 되는 페드로 드 루나(생몰 1394–1423)였다.
그는 1410년 톨레도 대주교인 삼촌 페드로에 의해 사환(使喚)으로 궁정에 들어갔다. 이후 루나는 당시 소년왕이었던 후안 2세에게 있어서 점차 영향력 있는 사람이 되어갔다. 1412년에 후안 2세의 숙부 페르난도가 아라곤의 왕으로 선출되어 카스티야를 떠나자 섭정은 왕의 어머니인 캐서린이 홀로 맡게 되었는데, 이때부터 루나는 국왕 후안 2세에게 매우 비중있는 측근이자 오랜 친구같은 존재가 되기 시작했다.

## 권력쟁취

### 왕의 총애
국왕 후안 2세(1405~1454)는 선친 엔리케 3세(1379~1406)가 병약하여 27세의 젊은 나이에 일찍 사망하자 생후 22개월만에 즉위하였다. 숙부 페르난도 1세와 모후의 섭정 끝에 1419년 3월, 14세로 성인이 되어 친정을 시작했으나 총신 루나(Luna)에게 모든것을 일임한후 시 짓기, 사냥, 마상시합등에 몰두할뿐 정치에는 관심이 없었고 무능한 모습을 보였다.
어린왕 후안 2세는 그동안 그의 사촌 형들을 중심으로한 탐욕스럽고 부도덕한 귀족들로부터 시달림을 많이 받았기 때문에 그들을 견제하고 자신에게 충성 할만한 충분한 동기와 위치에 있는 루나 같은 신하가 필요했다. 후안 2세는 루나를 믿고 의지하며 그의 충성을 진심어린 사랑과 애정으로 받아들였다. 루나(Luna) 역시 어린 왕이 좋아하는 분야에 달인이라 할 정도의 재주와 능력을 두루두루 갖추고 있었다. 특히 창술에 능하고 승마기술도 뛰어났으며 시도 잘 지었다. 측근으로 있으면서 어린왕의 마음을 사로잡은 루나는 그 댓가로 권력을 쥐고 점차 왕국내 자신의 영향력을 키워나갔다.
루나는 1453년 왕의 보호와 지지를 상실 전까지 30년 넘게 최고의 권력을 가진 카스티야 정치의 중심 인물이 되었다. 후안 2세의 치세기는 사촌형들이 중심이 된 귀족 연합, 왕비 마리아 등이 총신 루나의 국정농단으로부터 왕을 해방시키고 보호한다는 명분하에 상호간에 끓임없이 갈등과 권력투쟁이 반복되었으며 정작 국왕 후안 2세는 그들의 꼭두각시가 되어버리곤 하였다.

### 숙적 엔리케
섭정을 하던 모후 캐서린이 1418년 사망하자, 후안 2세의 사촌형인 인판테 후안과 엔리케가 공동섭정이 되면서 형제간에 권력투쟁이 시작되었다. 이로 인해 카스티야 귀족들간에도 파벌이 형성되었다. 아라곤 국왕 페르난도 1세의 셋째 왕자 엔리케(1400~1445)와 그의 친형 후안(훗날 아라곤 왕 후안 2세, 1398~1479) 왕자는 부모로부터 상속받은 영지와 넓은 인맥을 카스티야에 가지고 있었다. 그래서 그들은 부친 페르난도 1세가 첫째 형 알폰소와 함께 1412년 아라곤으로 떠난후에도 카스티야 왕실에 남아 있었다.
1419년 3월, 성인이 된 후안 2세의 친정이 시작되었으나 실질적인 권력이양은 요원한 상태에서 후안과 엔리케로 대표되는 '아라곤파' 귀족들이 왕의 관직 임용권을 행사하는등 국정 혼란은 지속되었다. 사태를 바로잡기 위해 후안 2세의 지원속에 알바로 데 루나가 나섰으나 이에 불만을 품고 권력욕이 강했던 엔리케가 1420년 7월에 쿠데타를 일으켰다. 형인 인판테 후안이 나바라의 블랑쉬와 결혼하기 위해 나바라로 떠나면서 카스티야를 비우자 이를 기회로 삼은 것이다. 엔리케는 토르데시야스에 있는 왕궁으로 쳐들어가서 국왕 후안 2세(1405~1454)를 생포하고 그의 형 후안(1398~1479) 왕자를 따르던 귀족들을 모두 제거한 후 정권을 장악하였다.
엔리케는 1420년 8월, 국왕 후안 2세(1405~1454)를 아빌라로 데려간후 자신의 여동생 마리아와 강제로 결혼시켰다. 소식을 접한 엔리케의 형 후안이 군대를 일으켜 올메도에 도착하자 엔리케는 왕을 데리고 탈라베라로 이동하였다. 11월 29일, 루나는 국왕 후안 2세를 탈출을 도운후 자신도 빠져나와 국왕과 함께 몬탈반 성으로 피신하였다. 엔리케가 성을 포위했으나 폭풍으로 인해 성을 함락시키지 못하고 철수하였고 날이 갈수록 엔리케에 대한 귀족들이 지지가 약해지자 힘을 잃고 쿠데타는 실패로 막을 내리고 말았다. 엔리케는 1423년 반역죄로 체포되어 산티아고 기사단장직을 제외한 모든 직위와 재산을 몰수당한채 모라성에 감금되었다.
쿠데타가 종결되자 루나를 카스티야의 총사령관(Constable of Castile)으로 임명되어 정권의 중심 인물이 되었다. 국왕 후안 2세는 자신의 탈출을 도와 쿠데타가 무산되는데 큰 공을 세웠다고 판단하여 내린 조치였다. 엔리케의 형인 아라곤의 국왕 알폰소 5세는 동생의 석방을 위해 외교적 협상노력과 압박을 가하였고 이에 굴복한 후안 2세는 1425년 10월에 엔리케를 석방하였다. 석방된 엔리케는 반국왕파 귀족연합을 이끌며 권력의 핵심으로 부상한 루나를 궁정에서 추방하자고 외치며 다시 권력투쟁에 앞장섰다.

### 실각과 복귀

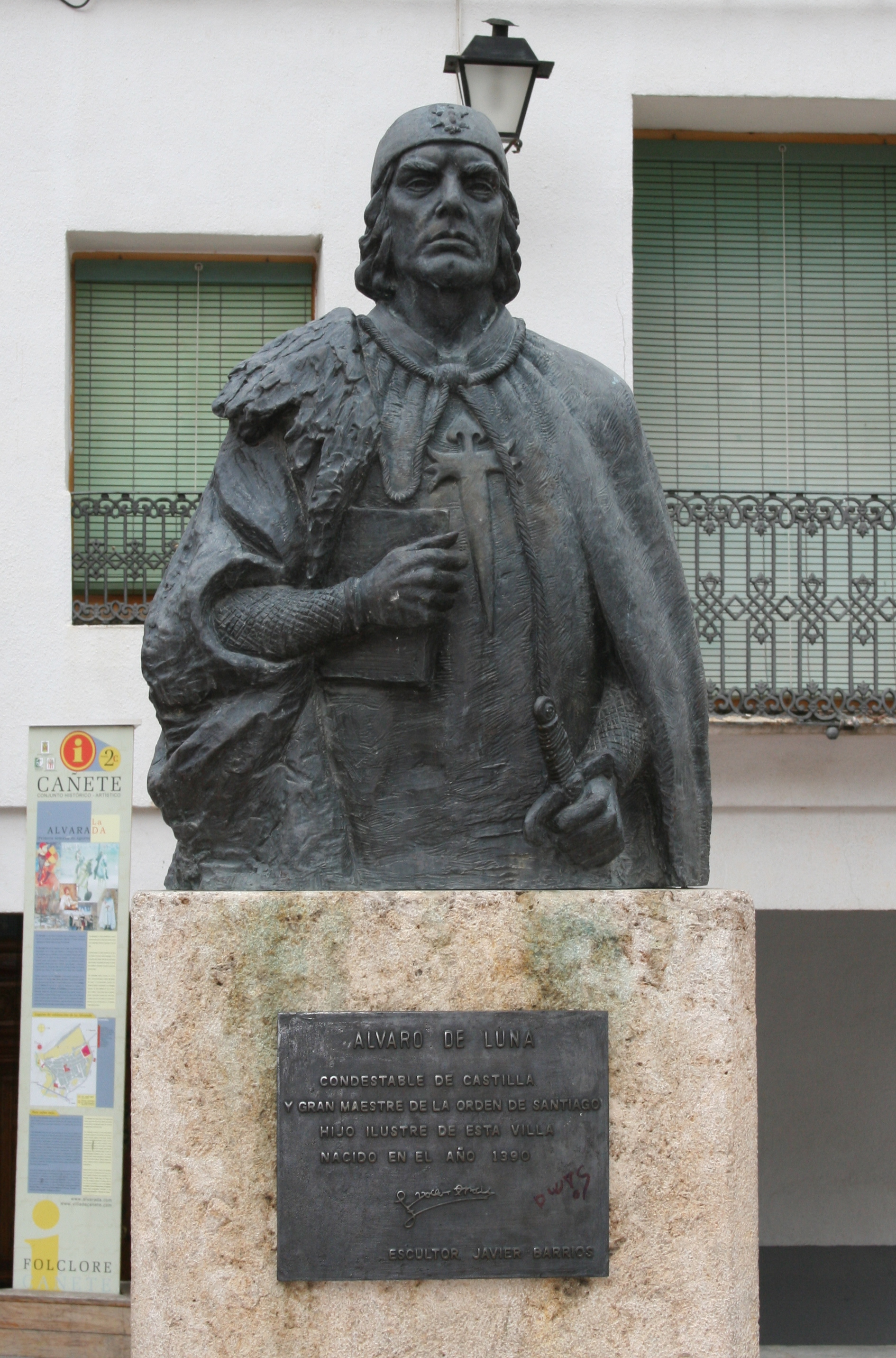
알바로 데 루나의 동상

귀족연합의 압박으로 1427년 9월 루나는 실각했고 숙적 엔리케는 정치일선에 복귀하며 이전의 권력을 되찾았다. 그러나 귀족연합이 분열양상을 보였고 귀족들의 요청으로 실각한지 5개월만인 1428년 2월에 루나는 정계에 복귀하였다. 이로써 엔리케와의 권력투쟁은 다시 시작되고 말았다. 엔리케와 귀족연합이 카스티야와 레온에 대한 후안 2세의 지배력을 강화하는 루나의 정책을 지속적으로 방해하자 1428년 6월 후안 2세는 엔리케에게 궁정에서 떠날것을 명령했다.
1429년 그의 형이자 아라곤 왕 알폰소 5세(재위 1416~1458)는 엔리케와 도모하여 카스티야에 선전포고를 하였다. 아라곤과 나바라 연합군이 자드라케(Jadraque)까지 침공했으나 후안 2세의 왕비 마리아(알폰소 5세의 누이)가 노력한 덕분에 실제 전쟁은 일어나지 않았다. 이듬해 양국간 마자노 조약을 체결하며 사건은 마무리가 되었으나 엔리케는 이일로 인하여 망명길에 올랐다.

### 올메도 전투
1437년 카스티야 귀족들이 국왕 후안 2세와 루나 재상에 대항하여 무력 봉기를 일으키자 카스티야는 내전에 돌입했다. 1438년 루나의 숙적 엔리케도 앨버커키 백작의 자격으로 귀국한후 귀족들 편에 서서 내전에 합류하였다. 엔리케는 2년전인 1435년, 어머니 레오노르가 사망함으로 앨버커키 백작위를 상속받았다. 1445년 5월 19일, 올메도(Olmedo)에서 전투가 벌어졌는데 이 전투에는 아라곤이 반 국왕파 카스티야 귀족들과 연합했으며 엔리케도 참전하였다.
루나 재상이 이끈 국왕군은 아라곤-귀족연합군을 상대로 대승을 거두었다. 이 전투에서 정적 엔리케가 부상을 입고 사망하면서 루나는 일생 최대의 정치적 라이벌을 제거하는데 성공하였다. 엔리케가 사라지자 카스티야 왕국은 완전히 루나가 접수하게 되었다. 엔리케의 죽음으로 카스티야의 최대 조직인 산티아고 기사단장이 공석이 되자 재상 루나가 단장직을 차지하게 되면서 루나의 권력이 국왕의 힘을 능가할 정도가 되었다.

## 몰락

### 왕세자 엔리케
1425년 후안 2세의 첫번째 왕비로부터 건강한 엔리케 왕세자(훗날 엔리케 4세)가 태어났다. 루나는 왕세자의 어린시절부터 자신의 통제하에 놓기위해 세고비아에 별도의 궁정을 마련해주고 왕자의 동료 선발과 교육을 직접 감독하였다. 엔리케의 어린시절은 이미 재상 루나(Luna)가 국왕의 총신으로서 카스티야의 권력을 장악하고 있었으며 그의 전횡으로 부정부패가 만연하고 혼란스러운 시대였다. 아버지 국왕 후안 2세는 정치에 관심이 없었을뿐만 아니라 무능하였고 지나칠정도로 루나를 신임하여 모든것을 맡겨버렸기 때문에 꼭두각시나 마찬가지였다.
1445년 어머니 마리아(후안 2세의 왕비)가 독살로 의심되는 상황하에서 사망하였다. 숨을 거두기 직전 주모자로 루나를 지목하였으나 사후에 수사등 어떠한 후속 조치도 이루어지지 않았다. 왕세자 엔리케가 장성하며 재상 루나의 권력전횡에 부당함을 알고 있었으나 그가 국정을 장악하고 있었고 그의 측근들이 휘두르는 권력 앞에서는 무기력할 수 밖에 없었다. 재상 루나와 갈수록 갈등이 심해졌으나 엔리케 왕자의 성정은 나약했고 담대한 용기도 부족했기에 뚜렷한 해결책을 찾지 못하고 있었다.

### 계비 이사벨
국왕 후안 2세는 새로운 왕비로 프랑스와의 동맹을 위해 프랑스 출신의 왕녀나 공녀를 원했다. 그러나 재상 루나가 포르투갈과의 동맹이 더 중요하다고 설득하여 이를 관철시켰다. 두번째 왕비로는 포르투갈 주앙 1세의 손녀로 19세의 어린 이사벨을 선택하였고 1447년에 결혼식을 올렸다. 이사벨(1428~1496)이 입궐하자 루나는 새로운 왕비 역시 자신의 통제하에 두려고 하였다. 심지어 부부생활에까지 간섭하였다.

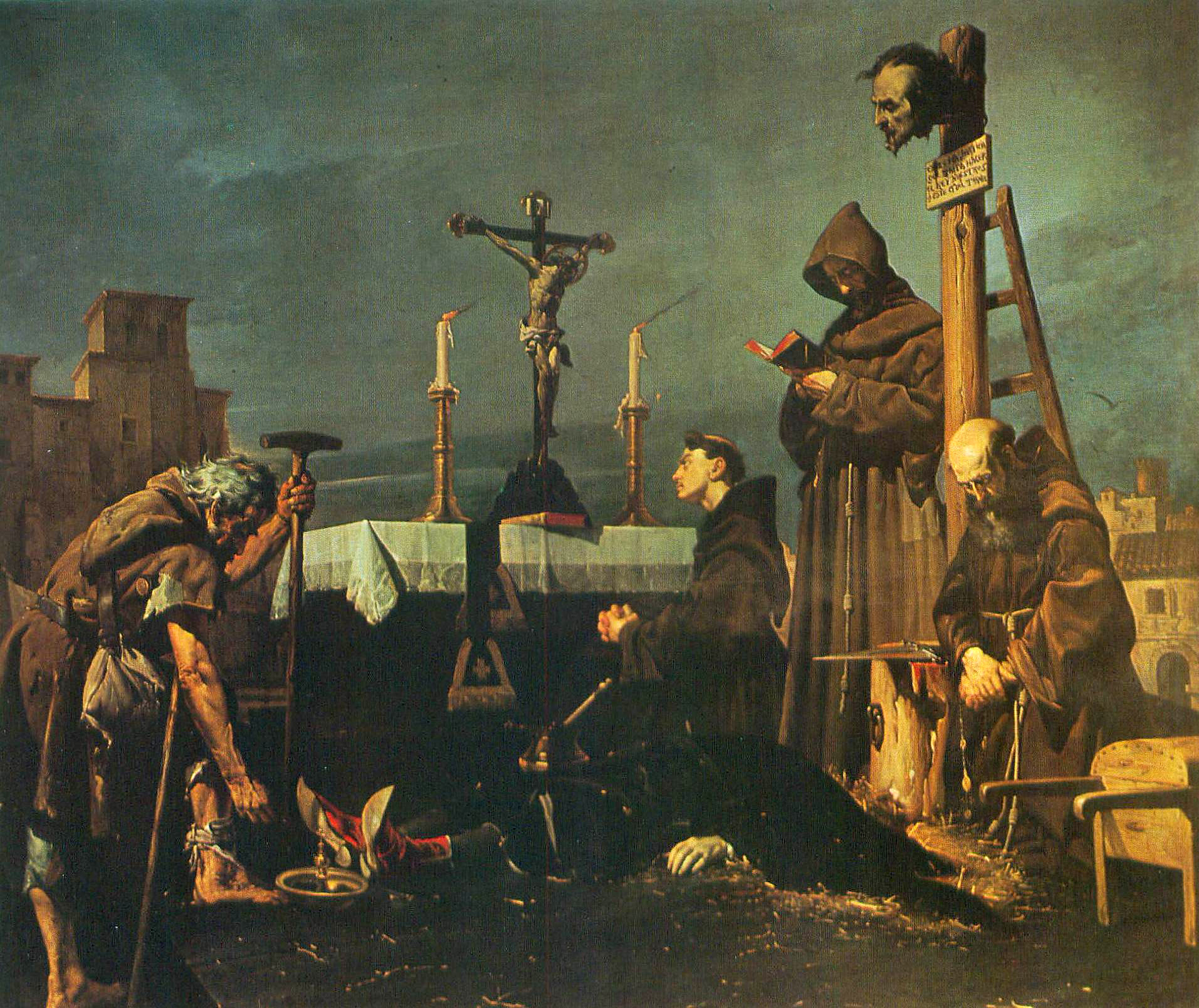
재상 루나의 최후 (1453년)

이사벨이 왕녀출신이 아님에도 불구하고 카스티야의 왕비가 될수 있었던 것은 모두 루나의 노력으로 만들어진 산물이었지만 도가 넘는 루나의 간섭은 왕비를 불쾌하게 만들었다. 아울러 총신 루나를 위시한 탐욕스러운 귀족들이 득세하여 국정이 혼란스럽고 백성들은 도탄에 빠져있는 상황을 왕비로서 두고보기 어려웠다. 이사벨은 귀족의 힘을 누르고 실추된 왕권을 강화시키기 위해 주앙 1세의 손녀답게 담대하게 권력투쟁에 나섰다.

### 동맹과 정변
이사벨(1428~1496)은 먼저 전처의 자식인 엔리케(1425~1474) 왕세자와 정치적인 동맹을 맺었다. 재상 루나(1388~1453)를 제거하여 그의 영향력에서 벗어남과 동시에 왕권강화라는 공동의 관심사가 있었기에 쉽게 의기투합 할 수 있었다. 그러던중 왕실 회계사가 살해당하는 사건이 발생하였는데, 이는 루나가 사주한 일이였다. 국왕 후안 2세는 왕비 이사벨의 체포 요구에 동의할 수 밖에 없었고 1453년 4월 4일에 루나는 부르고스에서 체포되었으며 이를 계기로 왕비 이사벨과 왕세자 엔리케는 정변을 일으켰다.
루나는 후안 2세의 전 왕비 아라곤의 마리아(1403~1445)를 독살한 주범이라는 의심 역시 받고 있었다. 형식적인 재판을 거쳐서 루나에게 사형선고가 내려졌으며 1453년 6월 2일, 예상치 못했던 복병을 만나 권력투쟁에서 패배한 루나(1390~1453)는 바야돌리드 광장에서 참수되었다.

### 정변 이후
정변은 성공적이였으나 국왕 후안 2세(1405~1454)는 어려서부터 깊게 의지하고 총애하던 신하의 죽음을 슬퍼했고 건강이 크게 나빠지기 시작하더니 1454년 7월 20일에 사망하고 말았다. 왕세자 엔리케가 카스티야 국왕 엔리케 4세가 되어 즉위하였는데, 비정하게도 옛 정치동맹이었던 계비 이사벨과 그녀의 두 자녀를 왕궁에서 추방하여 아레발로(Arévalo)라는 소도시로 유배를 보냈다.
지난 1453년 정변때 보여준 계모 이사벨의 탁월한 능력으로 비추어볼때 언제가는 자신의 왕위를 빼앗아 이복 남동생 아폰소에게 물려줄지도 모른다는 불안감이 생겼기 때문이다. 계비 이사벨(1428~1496)은 배신의 충격으로 인해 정신장애가 생겼는데 증상이 점차 악화되어 실성하는등 정상적인 생활이 불가능한 상태에서 남은 여생을 보냈다. 그녀의 딸 이사벨은 1474년 이복 오빠의 뒤를 이어 즉위한후 레콩키스타를 완성하며 16세기 스페인의 전성기를 여는 위대한 여왕이 되었다.

## 결혼
후아나 피멘텔과의 결혼으로 알바로 데 루나는 두 아이를 낳았는데, 그의 합법적인 상속자는 다음과 같다.
- 후안 드 루나 : 2대 산티스테반 백작.

- 마리아 드 루나 : 제3대 산테반 백작 부인.

정부인 마가리다 데 빌레나에게서 사생아를 낳았다.
- 페드로 드 루나 : 푸엔티두에나의 영주.

## 평가
알바로 데 루나의 정치적 행보에 대해서는 다양한 평가가 존재한다. 브리태니커 백과사전 개정 11판에는 그가 단지 자기추구적인 면이 많이 들어났을 뿐이고, 어린왕이 즉위하여 종친과 대귀족들에 의해 빚어진 혼란한 카스티야의 정국의 유일한 대안이었으며 왕의 권위를 지키기 위해 노력한 왕의 충신으로 평가한다. 사리사욕을 위해 투쟁한 면도 있었지만, 그의 권력행사는 귀족들에 의해 자행되는 불법적인 행위보다 나았다고 한다. 또한 당대 카스티야 연대기 작가들에 따르면, 루나는 스페인 역사상 군주가 아닌 사람으로 가장 강력한 권력을 휘둘렀던것은 사실이라고 한다.